# Gladiolus triphyllus
{{#ifeq:0|0|{{#if:|{{#if:Gladiolustriphyllus|[[]}}|}}}}
Gladiolus triphyllus — багаторічна прямовисна трав'яниста рослина заввишки 15–30 см, гола, сиза, з яйцеподібною бульбоцибулиною. Листків зазвичай 3 або 4, чергові, прості, цілокраї, лінійні, два нижніх 10–30 × 0.3–0.5 см, верхні сильно редуковані. Квітки колосоподібні, зигоморфні, оцвітина з 6 пелюсткових частин, 2.5–3 см завдовжки, блідо- або темно-рожеві, ароматні лише вдень, приквітки 1,5–3 см завдовжки. Цвіте з березня по травень. Плід — коробочка.

## Середовище існування
Відростки соснових лісів, маквіс, гариги на вапняках або магматичних утвореннях від 0 до 1200 метрів над рівнем моря.